# Керолайн Ренсом Вільямс
Керолайн Ренсом Вільямс (англ. Caroline Ransom Williams; 24 лютого 1872 — 1 лютого 1952) — єгиптолог і класичний археолог. Вона була першою америкакою, яка професійно здобула кваліфікацію єгиптолога. Багато співпрацювала з Метрополітен-музеєм мистецтв (ММА) у Нью-Йорку та іншими великими установами з єгипетськими колекціями, а також видала «Studies in ancient furniture » (1905), «The Tomb of Perneb» (1916) та «The Decoration of the Tomb of Perneb: The Technique and the Color Conventions» (1932), серед інших.

## Ранні роки життя та освіта
Керолайн Луїза Ренсом народилася 24 лютого 1872 року в сім'ї Джона та Елли Рендольф Ренсом, багатих методистів у Толедо, штат Огайо. Ренсом відвідувала коледж озера Ері та коледж Маунт-Голіок, де здобула ступінь бакалавра в 1896 році, закінчивши «Фі Бета Каппа».
Її тітка Луїза Фітц Рендольф викладала археологію та історію мистецтва в коледжі Маунт-Голіок і мала сильний вплив на Керолайн Луїзу. Закінчивши коледж, Ренсом супроводжувала тітку до Європи та Єгипту, а потім рік викладала в коледжі Lake Erie.
У 1898 році вона приєдналася до новоствореної програми з єгиптології в Чиказькому університеті. Це була перша програма такого роду в США, а Керолайн Ренсом — перша жінка на програмі. Вона отримала ступінь магістра мистецтв з класичної археології та єгиптології в 1900 р. Директор Східного інституту в Чикаго Джеймс Генрі Брестед став не лише наставником, але й другом і кореспондентом «Викупу» на все життя. Їхні листи зберігаються в архівах Східного інституту.

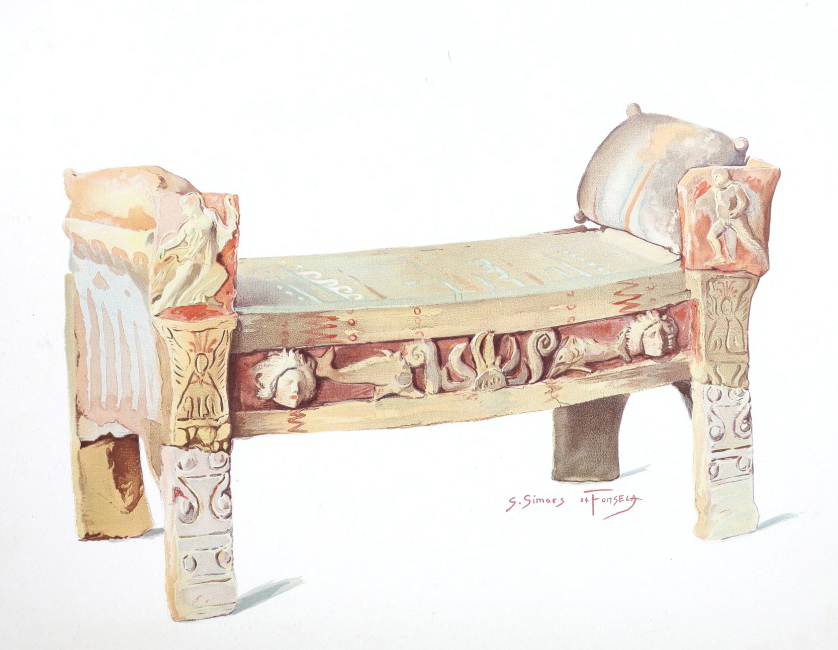
Frontispiece, Дослідження старовинних меблів: канапи та ліжка греків, етрусків та римлян, 1905

Викуп запропонував Брестеду продовжувати навчання за кордоном. Вона проводила час в Афінах, де відвідуючи лекції в Американській школі класичних студій в Афінах та відвідувала Національний археологічний музей в Афінах. Згодом переїхала до Німеччини, де з 1900 по 1903 рік навчалась у Берлінському університеті у Адольфа Ермана. У 1903 р. отримала статус помічника в єгипетському відділі Берлінського музею
Повернувшись до Чикаго, вона написала докторську дисертацію під керівництвом Брестеда. У 1905 р. Ренсом отримала ступінь доктора філософії. з єгиптології й стала першою американською жінкою, яка отримала вчений ступінь у цій галузі. Її дипломна робота була опублікована в 1905 році під назвою « Дослідження старовинних меблів: кушетки та ліжка греків, етрусків та римлян» в університеті Чикаго Прес. Робота отримала високу оцінку за «ретельність і розсудливість» роботи

## Кар'єра
З 1905 по 1910 р. Ренсом була доцентом кафедри археології та мистецтва в коледжі Брина Мора в Пенсільванії, згодом очолила кафедру. Вона також працювала в керівному комітеті Американської школи класичних студій в Афінах. У 1909 році Ренсом стала першою жінкою-членом (кореспондентом) Deutsches Archäologisches Institut (Німецький археологічний інститут), заснованому в 1898 році. Вона брала участь у Deutsche Orient-Gesellschaft (DOG, Німецьке східне товариство). Такі зв'язки з'єднали Ренсом з міжнародним співтовариством науковців та зміцнили її позицію як активного члена академічного світу. У 1909—1910 роках вона була віце-президентом відділу Пенсильванії Археологічного інституту Америки.

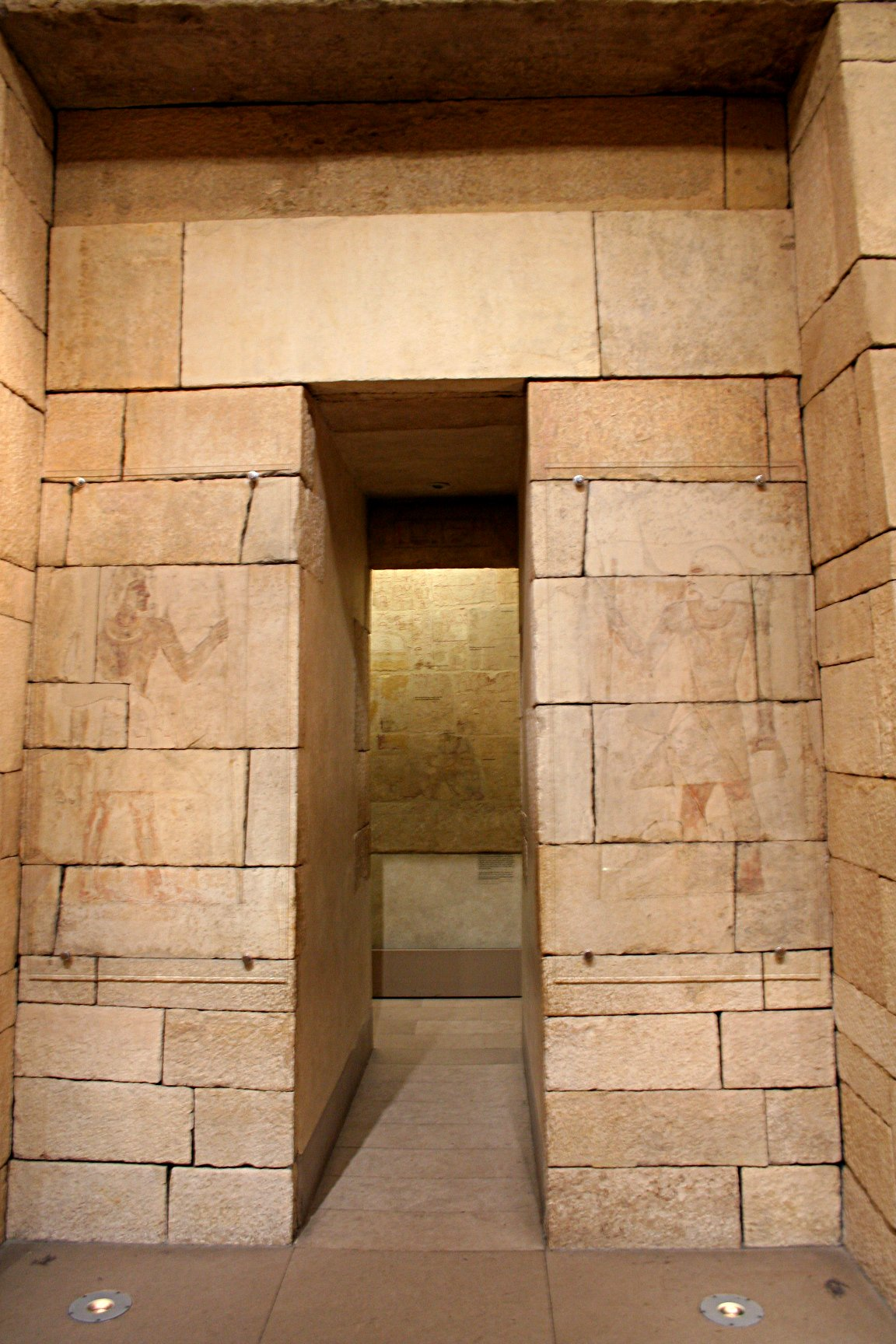
Вхід до могили Пернеба на ММА

У 1910 році вона стала помічником куратора в нещодавно створеному відділі єгипетського мистецтва Метрополітен-музею мистецтв (ММА) у Нью-Йорку під керівництвом першого куратора Альберта М. Літго. З 1910 по 1916 р. працювала з артефактами в колекціях, стала співавтором « Довідника єгипетської колекції музею» (1911). У 1912 р. Ренсом отримала почесний докторський ступінь (Litt. Д.) з коледжу Маунт Холіок до його 75-річчя.
У період між 1913 і 1916 роками могилу Пернеба було перенесено з Єгипту та реконструйовано в музеї Метрополітен. Поки Літго та інші були в полі взимку, Ренсом керував американською стороною роботи. Це включало управління та планування прийому та встановлення частин могили, а також відкриття виставки. Реконструкція могили зайняла три роки. Нкспозиція відкрилась для публіки в 1916 році. Відкриття супроводжувалося виданням 80-сторінкового буклету «Могила Пернеба», написаного співавторами Літго та Ренсом.
У 1916 р. Ренсом одружилась із Грантом Вільямсом, забудовником нерухомості в Толедо, штат Огайо, і переїхала туди на проживання. Хоча у них не було дітей, сімейні зобов'язання перед чоловіком та старою матір'ю обмежували можливість Ренсом брати на себе основні професійні зобов'язання. Вона продовжувала співпрацювати з Музеєм мистецтв Метрополітен та Нью-Йоркським історичним товариством (NYHS), їздила з Толедо, штат Огайо, до Нью-Йорка кілька разів на рік. Взимку 1916/17 вона каталогізувала єгипетські колекції Клівлендського художнього музею та Інституту мистецтв Міннеаполіса, а в 1918 році каталогізувала єгипетські фонди Детройтського художнього музею та Художнього музею Толедо. З 1917 по 1924 рік була куратором єгипетських фондів Нью-Йоркського історичного товариства, каталогізувала колекцію єгипетських старожитностей Еббот.

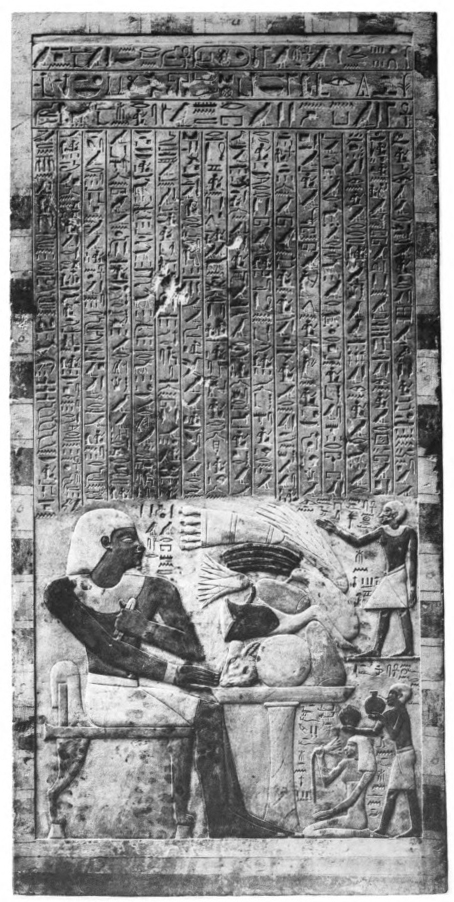
Frontispiece, The Stela of Menthu-Weser, 1913

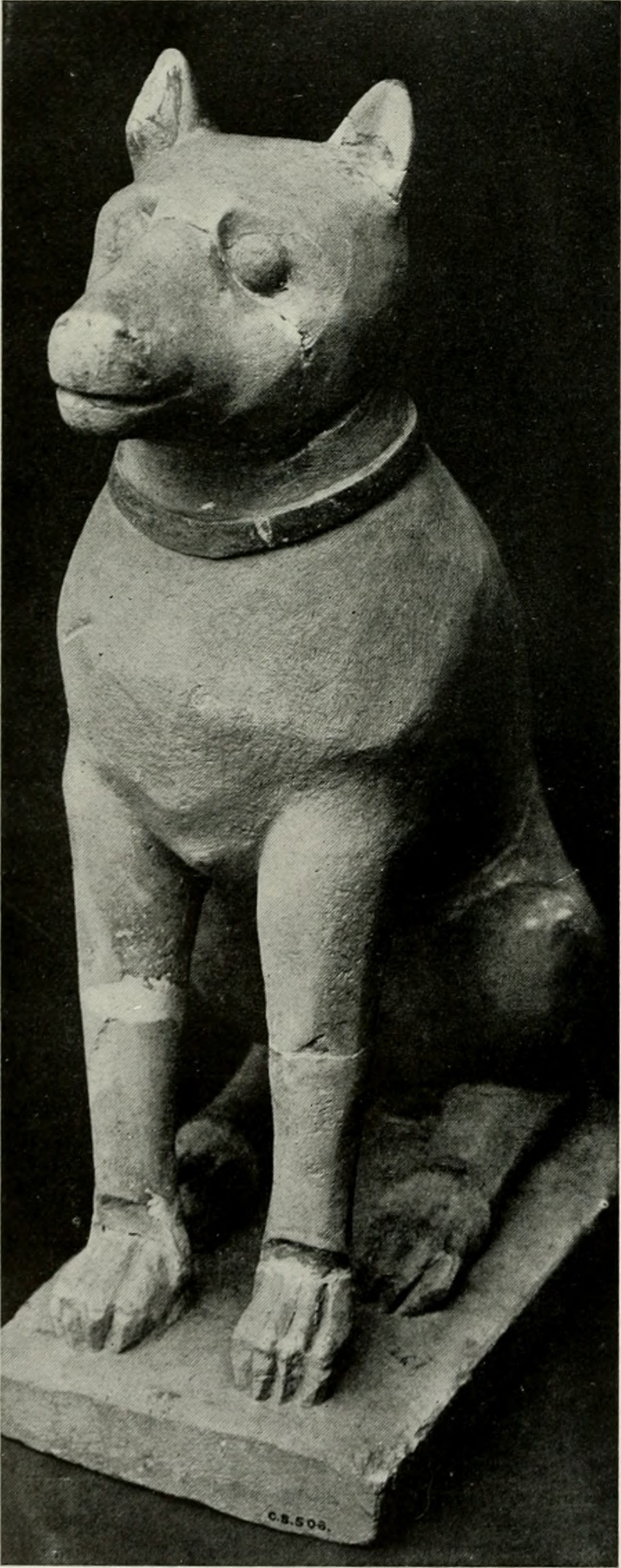
Вусатий гончий з Кіпру; 300—400 рр. До н. е. Метрополітен-музей мистецтв

Вона неодноразово відмовлялася від пропозицій, які потребували б переїзду до Чикаго, Нью-Йорка чи Єгипту. У ряді випадків, особливо в медичному папірусі Едвіна Сміта, вона спрямовувала потенційно престижну роботу до інших.
Упродовж сезону 1926/27 року Керолайн Ренсом Вільямс брала участь у епіграфічному огляді написів у Луксорі, на запрошення Брестеда з Чиказького університету. Вона була одним з чотирьох оглядачів епіграфів у штаті, іншими були Вільям Ф. Едгертон, Джон А. Вілсон та директор сайту Гарольд Х. Нельсон. У звіті Східного інституту Брестед висловив свою «глибоку вдячність за те, що доктор Вільямс працював цілий сезон у» Медінет Хабу «з чистого інтересу до проекту та майже без винагороди». Ренсом Вільямс працював над моргним храмом Рамсеса III в Медінет-Хабу. Їй приписують значну частину встановлення епіграфічних стандартів роботи групи за сприяння Еджертона та Вільсона.
У 1927/28 вона стала першим викладачем єгипетського мистецтва та археології в Університеті Мічигану. У 1929 році Ренсом Вільямс стала президентом філії Середнього Заходу Американського східного товариства. Вона була першою жінкою-офіцером АОС.
У 1932 році опублікувала «Прикраса могили Пернеба». Техніка та кольорові традиції. Книга являла собою дослідження могили Пернеба, яку було перевезено з Єгипту та реконструйовано в музеї Метрополітен між 1913 і 1916 рр.
Близько 1935 року Ренсом Вільямс працювала з Інститутом мистецтв Міннеаполіса (MIA), щоб скласти каталог їх колекції Drexel. Вона повернулася до Єгипту в 1935–36 рр., Щоб працювати з « Трунами» в Єгипетському музеї в Каїрі. У 1937 році отримала почесний ступінь в Університеті Толедо.
Грант Вільямс помер 24 грудня 1942 р. Після тривалої хвороби. Керолайн Ренсом Вільямс померла 1 лютого 1952 року після нетривалої хвороби.
- Вивчення старовинних меблів: кушетки та ліжка греків, етрусків та римлян. Чикаго: Університет Чикаго, 1905
- Довідник з єгипетських кімнат. Нью-Йорк: Музей мистецтв Метрополітен, 1911 рік
- Стела Менту-Везера. Нью-Йорк: Музей мистецтв Метрополітен, 1913 рік
- Могила Пернеба. Співавторство з Альбертом М. Літго. Нью-Йорк: Музей мистецтв Метрополітен, 1916 рік
- Каталог єгипетських старожитностей Нью-Йоркського історичного товариства, цифри 1–160. Золоті та срібні прикраси та супутні предмети. Нью-Йорк: Історичне товариство Нью-Йорка, 1924
- Прикраса могили Пер-Неб. Техніка та кольорові традиції. Нью-Йорк: Музей мистецтв Метрополітен, 1932 рік